# Spectre (videogioco)
Spectre è un videogioco per Apple Macintosh, sviluppato da Peninsula Gameworks e pubblicato nel 1991 da Velocity Development. Creato in grafica tridimensionale, ricordava il gioco arcade Battlezone, e fu uno dei primi giochi con multiplayer in rete. Altri giochi della serie vennero in seguito resi disponibili per il PC e il Super NES, con Spectre VR nominato per un posto nei 100 migliori giochi.

## Modalità di gioco
L'obiettivo del gioco è di comandare un veicolo futuristico nel campo di gioco tridimensionale, raccogliendo dieci bandiere ed evitando ostacoli e veicoli nemici.
Si può scegliere inizialmente tra quattro tipi di veicoli. Si dispone di un cannone normale, di granate, e della possibilità di teletrasporto in un punto casuale.
Il gioco possiede una modalità multiplayer su una rete di lavoro AppleTalk. Ogni giocatore usa un singolo Mac, e gli altri giocatori vengono rappresentati come carri nemici.

## Seguiti
Un seguito, Spectre Supreme, vide la luce nel tardo 1993. 
Lo Spectre originale viene spesso confuso con il gioco del 1994 Spectre VR, una versione del gioco potenziata per il gioco multigiocatore. Quest'ultimo e Spectre Supreme erano disponibili anche per il PC, ma solo lo Spectre originale era stato sviluppato anche per il Super NES.
Lo Spectre originale è uscito come Spectre Classic durante la fine degli anni 90.